# Frank Castle (Universo cinematográfico de Marvel)
Francis "Frank" Castle Sr. es un personaje ficticio interpretado por Jon Bernthal en el Universo cinematográfico de Marvel (MCU), basada en el personaje de Marvel Comics del mismo nombre, comúnmente conocido por su alias, The Punisher. En el MCU, Castle es un militar que tras sufrir el asesinato de su esposa y sus hijos, se convierte en un letal justiciero decidido a cobrar venganza y detener el crimen utilizando todos los medios necesarios. 
Presentado en la segunda temporada de Daredevil de 2016, Bernthal firmó un contrato para regresar en una serie derivada, The Punisher (2017-2019); su interpretación del personaje ha sido recibida positivamente por el público y la crítica, siendo considerado como la versión definitiva del personaje. Bernthal regresó al papel en las producciones de Marvel Studios; en la serie de Disney + Daredevil: Born Again (2025-presente), un especial que forma parte de Marvel Studios Special Presentations y en la película Spider-Man: Brand New Day (2026).

## Concepto y creación

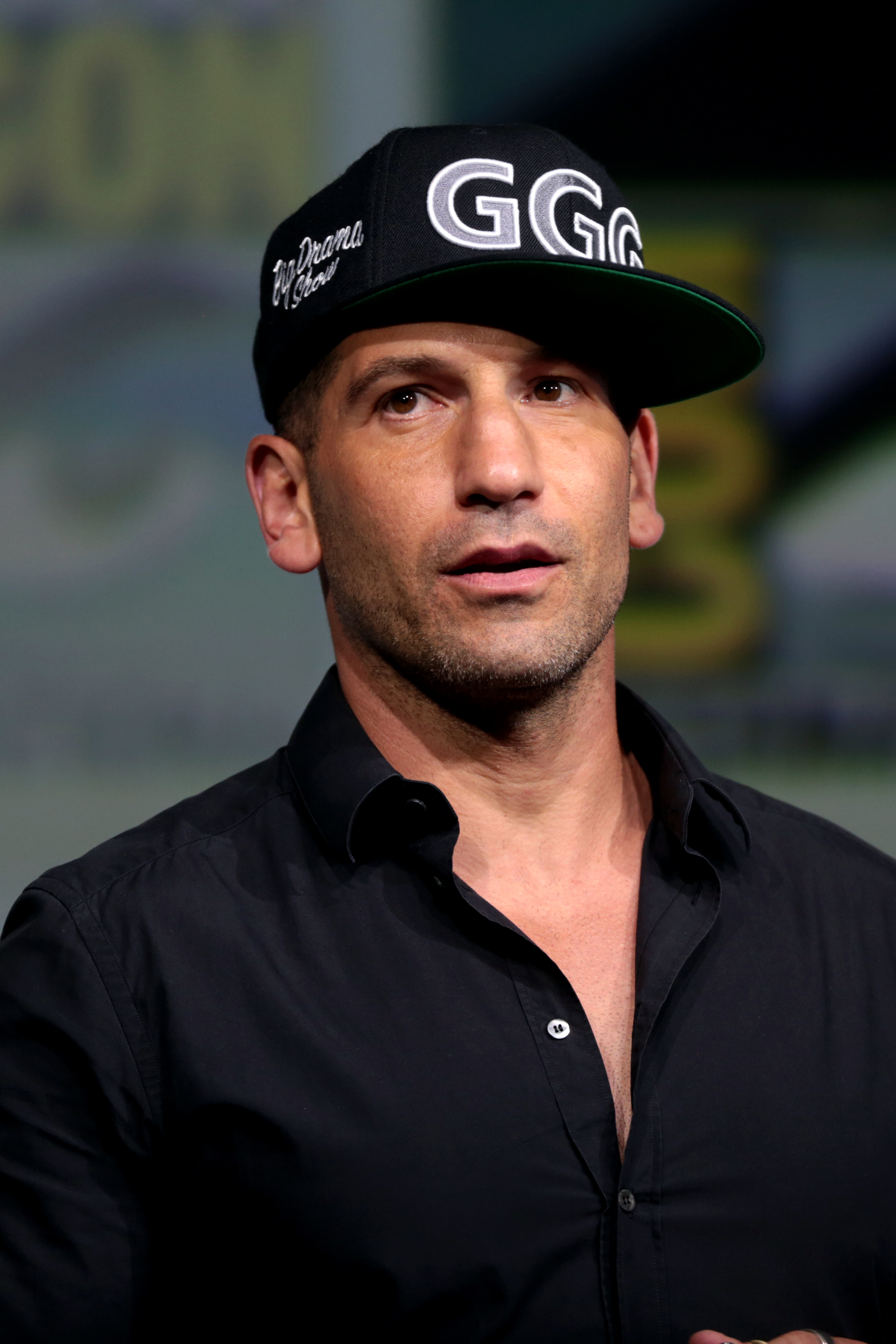
Jon Bernthal interpreta a Frank Castle en el Universo cinematográfico de Marvel.

En octubre de 2013, Marvel y Disney anunciaron que Marvel Television y ABC Studios proporcionarían a Netflix series de acción en vivo centradas en los personajes de Marvel Comics Daredevil, Jessica Jones, Iron Fist y Luke Cage, lo que conduciría a una miniserie basada en The Defenders. En junio de 2015, Marvel anunció que Jon Bernthal había sido elegido como Frank Castle / Punisher para la segunda temporada de Daredevil. Steven DeKnight y los escritores de la primera temporada habían discutido la introducción del personaje en una escena posterior a los créditos durante el final de la primera temporada, pero no pudieron debido a la forma en que Netflix comenzó a reproducir automáticamente el próximo episodio durante los créditos de la el actual. La escena habría visto a Leland Owlsley escapar en lugar de ser asesinado por Wilson Fisk, solo para ser asesinado por Castle, cuyo rostro no sería revelado, pero cuya icónica insignia de calavera habría aparecido. DeKnight sintió que esta "fue la decisión correcta. Creo que hay una forma mejor y más orgánica de presentarlo al mundo". Una serie derivada centrada en Castle había entrado en desarrollo en enero de 2016. La serie, The Punisher, se ordenó oficialmente en abril y la primera temporada se estrenó en Netflix en noviembre de 2017.
DeKnight dijo que esta versión de Punisher sería "completamente la versión de Marvel", ya que las representaciones anteriores no aparecían bajo el estandarte de Marvel Studios / Marvel Television. También sintió que Punisher de Bernthal no sería tan "gráficamente violento" como en punisher: War Zone.

## Biografía del personaje ficticio

### Convirtiéndose en The Punisher
Frank Castle, exmarine, emprende una violenta campaña contra el crimen organizado en la ciudad de Nueva York tras el asesinato de su esposa e hijos durante un tiroteo masivo. La masacre, que posteriormente se reveló como resultado de una operación encubierta fallida que involucraba a la Mafia Irlandesa, el Cártel y los Perros del Infierno, es encubierta por las fuerzas del orden, dejando a Castle como único superviviente. En busca de venganza, elimina sistemáticamente a los miembros de estas organizaciones criminales, convirtiéndose en conocido como "the Punisher".
Las acciones de Castle lo ponen en conflicto con Daredevil, quien se opone a sus métodos letales. Sus diferencias ideológicas se acentúan cuando Castle captura a Daredevil e intenta convencerlo de que los criminales deberían ser eliminados para siempre en lugar de someterse al sistema legal. Castle sobrevive más tarde a una emboscada de la Mafia Irlandesa y se venga masacrando a sus líderes. Castle es finalmente arrestado y llevado a juicio, con Foggy Nelson y Matt Murdock (en secreto, la identidad civil de Daredevil) representándolo, mientras establece una estrecha relación con su secretaria, Karen Page. Su exoficial superior, Ray Schoonover, testifica a su favor, pero Castle interrumpe deliberadamente su defensa al admitir abiertamente sus asesinatos ante el tribunal, lo que resulta en una sentencia de cadena perpetua.
Mientras se encuentra preso en la Isla Ryker, Wilson Fisk manipula a Castle para que asesine a otro recluso, Dutton. Tras cumplir su misión, Castle se da cuenta de que le han tendido una trampa y que es el objetivo de su eliminación. Sin embargo, mata a varios reclusos y finalmente obliga a Fisk a liberarlo, lo que le permite continuar su misión fuera de la prisión. Al reanudar su investigación, Castle descubre la verdad tras la muerte de su familia. Se entera de que el Herrero, el orquestador del fallido operativo encubierto, es Schoonover. Castle lo confronta y lo ejecuta, descubriendo posteriormente un alijo de armas y un chaleco antibalas ocultos.
Castle pinta un emblema de calavera en su nueva armadura y ofrece apoyo de francotirador a Daredevil durante un enfrentamiento con la Mano. Con su venganza personal aparentemente resuelta, incendia la antigua casa de su familia, simbolizando que ha aceptado plenamente su identidad como Punisher, y desaparece en la noche.

### Descubriendo una conspiración
Después de completar su venganza, Frank se ha retirado de ser Punisher y pasa los siguientes 6 meses trabajando como obrero de la construcción bajo el nombre de "Pete Castiglione". Después de ayudar a un joven compañero de trabajo de un grupo de matones (que también tenían rencillas con él), Frank se inquieta cuando descubre que ha sido vigilado por un ente conocido como "Micro", un exanalista de la NSA, quien revela un video que implica a la unidad militar de Castle en la muerte de un extranjero, Ahmad Zubair, durante una misión en Kandahar. Este descubrimiento lleva a Castle a colaborar con Micro para destapar la corrupción gubernamental y la verdad detrás de su pasado.
Castle descubre la existencia de Cerberus, una unidad militar especial involucrada en operaciones moralmente cuestionables. Tras una desastrosa misión que causó la muerte de varios soldados, Castle perdió la fe en el sistema militar. Su búsqueda de venganza se intensifica al descubrir una conspiración que involucra a funcionarios del gobierno como Rawlins, quien orquestó las muertes de su familia y tenía vínculos con el tráfico ilegal de armas. La alianza de Castle con Micro se profundiza, pero la participación de la familia de Micro hace que Castle se cuestione las consecuencias de sus actos. Mientras tanto, la agente de Seguridad Nacional Dinah Madani investiga el pasado de Castle, lo que lleva a un enfrentamiento entre ellos.
Castle descubre entonces que su amigo William "Billy" Russo lo traicionó, al saber del plan para asesinar a su familia. En un enfrentamiento, Castle desfigura el rostro de Russo en lugar de matarlo. Castle también confronta y derrota a Rawlins, lo que permite que Micro se reúna con su familia. A pesar de que le ofrecen una nueva vida, Castle decide permanecer como Punisher, consciente de que el precio de su venganza lo acompañará.

### Ayudando a Amy Bendix
Un año y medio después, Castle ayuda a una joven llamada Rachel a escapar de un grupo peligroso en un bar. Tras un tiroteo, huyen a un motel, donde Castle descubre que el verdadero nombre de Rachel es Amy Bendix. El grupo continúa persiguiéndolos, lo que lleva a una serie de enfrentamientos. Castle llama a Madani en busca de ayuda, pero debe defenderse solo. Los flashbacks revelan el pasado de John Pilgrim como supremacista blanco y su misión de capturar a Castle y Bendix. Castle y Bendix escapan a Nueva York, donde Castle busca información sobre Russo.Mientras tanto, Russo se ha recuperado y comienza a manipular a veteranos para una serie de robos.
Castle rastrea a los rusos que contrataron al grupo de Bendix, matando a la mayoría y salvando a su líder, Poloznev, quien posteriormente es asesinado por Pilgrim. Castle descubre que Russo planea más violencia y lo confronta. Durante el enfrentamiento, Castle se da cuenta de que Russo tiene amnesia y no recuerda haber matado a su familia. La banda de Russo continúa su racha de crímenes, y Castle confronta a Russo, revelando que él fue el responsable de sus cicatrices. Los hombres de Russo le tienden una emboscada, pero Castle sobrevive y encuentra a Russo en el Valhalla.
Tras una brutal batalla en el Valhalla, Castle descubre que le tendieron una trampa para asesinar a tres mujeres. Es arrestado, pero luego es liberado por Page y Madani. Castle y Bendix escapan, pero Pilgrim continúa persiguiéndolos. Castle mata a Russo y se enfrenta a los Schultz en su mansión. Castle mata a Eliza Schultz y obliga a Anderson Schultz a suicidarse. Castle, Bendix y Pilgrim toman caminos separados, y Castle asume su papel de Punisher.

### Reunión con Matt Murdock
Frank se reencuentra con Matt cuando este descubre que la bala utilizada en el asesinato de Hector Ayala tiene el símbolo de Punisher. Mientras Matt sugiere lidiar con los policías que usan mal el símbolo, Frank lo reprende por retirarse como Daredevil y no permitir que Benjamin Poindexter muriera por matar a Nelson un año antes.
Castle es contactado por Page para proteger a Murdock tras la fuga de Poindexter. En el apartamento de Murdock, ellos luchan contra el Grupo de Trabajo Anti-Vigilantes (AVTF) de Fisk, incluyendo a Cole North, el asesino de Ayala, a quien Castle insiste en que mate, pero este se resiste. Ambos escapan de una explosión y se reúnen con Page. Tras la marcha de Murdock y Page, Castle decide enfrentarse a la AVTF en Red Hook, pero es derrotado. El oficial Powell intenta que se una a ellos, pero Castle lo rechaza y es encarcelado junto a otros vigilantes. Más tarde, Castle engaña a un guardia de la prisión y comienza a liberarse.

## Apariciones
Jon Bernthal interpreta a Frank Castle / Punisher en dos series de televisión del Universo cinematográfico de Marvel de Netflix, debutando como el personaje en la segunda temporada de Daredevil en 2016 en un papel secundario, antes de interpretar al personaje en la serie derivada The Punisher (2017-2019), ambas producidas por Marvel Television. Regresa al papel para las producciones de Marvel Studios; primero en la serie para Disney+ Daredevil: Born Again (2025-presente), seguida por un especial de televisión sin título (2026), comercializado bajo el nombre de "Marvel Studios Special Presentation"  y la película Spider-Man: Brand New Day (2026).

## Caracterización
El showrunner de la segunda temporada de The Punisher, Doug Petrie, declaró que Travis Bickle de Taxi Driver fue una influencia en el personaje, así como en los eventos actuales, y dijo: "Tomar la justicia letal en tus propias manos en Estados Unidos en 2015 es una mierda complicada. No hemos rehuido la rica y complicada realidad del Ahora. Si tienes un arma y no eres policía, vas a incitar sentimientos fuertes". Bernthal agregó que "este personaje ha resonado entre las fuerzas del orden y el ejército... y lo mejor de él es que si te ofende, simplemente no le importa". Bernthal estudió todas las representaciones anteriores de Punisher y dijo: "una vez que devoras y comes todo lo que puedes, mi forma de hacerlo es hacerlo lo más personal posible". Sobre cómo Castle resuena con él, Bernthal dijo: "No tiene una maldita capa. No tiene superpoderes. Es un maldito padre y esposo torturado y enojado que vive en este increíble mundo de oscuridad, pérdida y tormento". Bernthal agregó que habría "un componente militar" en la serie ya que Castle es "un soldado"... [La serie] se centrará un poco en eso". También afirmó que "el personaje que se interpretó en la segunda temporada de Daredevil fue una especie de historia de origen de cómo este tipo se convirtió en Punisher, por qué se puso el chaleco". Bernthal señaló que "siempre quiso [ed] preservar la esencia de" Castle, a quien Bernthal describió como "brutal", "dañado" y "torturado", explorando "el dolor y lo que hay detrás de la violencia y la razón por la que está cometiendo el crimen". violencia" que es "totalmente satisfactoria y adictiva para él".
Drew Goddard sintió que la televisión era la mejor opción para el personaje, ya que los escritores "pueden hacer cosas en la pantalla chica que se adaptan mejor a ese personaje que si tuviéramos que diluirlo para las películas". Petrie y Marco Ramirez hablaron sobre la creación de su versión del personaje siguiendo las versiones cinematográficas, y Ramirez dijo: "incluso si conoces al personaje, nunca lo has visto así. Esa era la gran cosa que queríamos. Son cuatro películas, ocho horas y cuatro actores. Hemos visto a este tipo. Creemos que sabemos quién es, pero incluso nosotros aprendimos que es mucho más". Petrie dijo: "Esperamos que la gente olvide lo que ha visto antes, les haya gustado o no". Para tener la mentalidad correcta para interpretar a Castle, Bernthal entrenó con miembros militares, además de recibir entrenamiento con armas. Bernthal también "tuvo que ponerse en el lugar más oscuro posible" para conectarse con "el vacío dentro" de Castle y aislarse, incluso cruzar el puente de Brooklyn para llegar al set "para deshacerse de cualquier influencia externa de alegría". Rosario Dawson, quien sintió que Matt Murdock se comportó como Punisher en la primera temporada de Daredevil, sintió que "sería realmente interesante ver cómo [los escritores] diferencian" a los dos en la segunda temporada. Al describir al personaje, Bernthal dijo: "Como un hombre que arriesgó su [vida] y realmente pasó por el último sacrificio por este país en su participación en el ejército. Es un tipo que trajo la guerra a casa con él [en] la peor manera posible. Hay muchas iteraciones de este personaje y en todas ellas es un hombre que ha pasado por este trauma increíble y lo interesante de nuestra interpretación de él es cómo este trauma remodela su propia filosofía". Bernthal también habló sobre los 'superpoderes' del personaje y dijo: "Si obtuve algo de los cómics, creo que en cuanto a los superpoderes... su superpoder es su ira. Su superpoder es que no se va a dar por vencido y va a seguir adelante pase lo que pase. Y esa es una cualidad tan humana y sólida como creo que podría tener este tipo de género".

## En otros medios
El especialista Eric Linden, que trabajó en The Punisher como coordinador de especialistas, director de la segunda unidad y doble de acción de Jon Bernthal, dirigió e interpretó el papel principal de Punisher en el cortometraje de 2020 para fanáticos Skull: Punisher Reawakened, producido en asociación con FXitinPost.